# 丸山城 (石見国)
丸山城（まるやまじょう）は、石見国邑智郡（現・島根県邑智郡川本町三原）にあった日本の城。島根県指定史跡。

## 概要

### 沿革

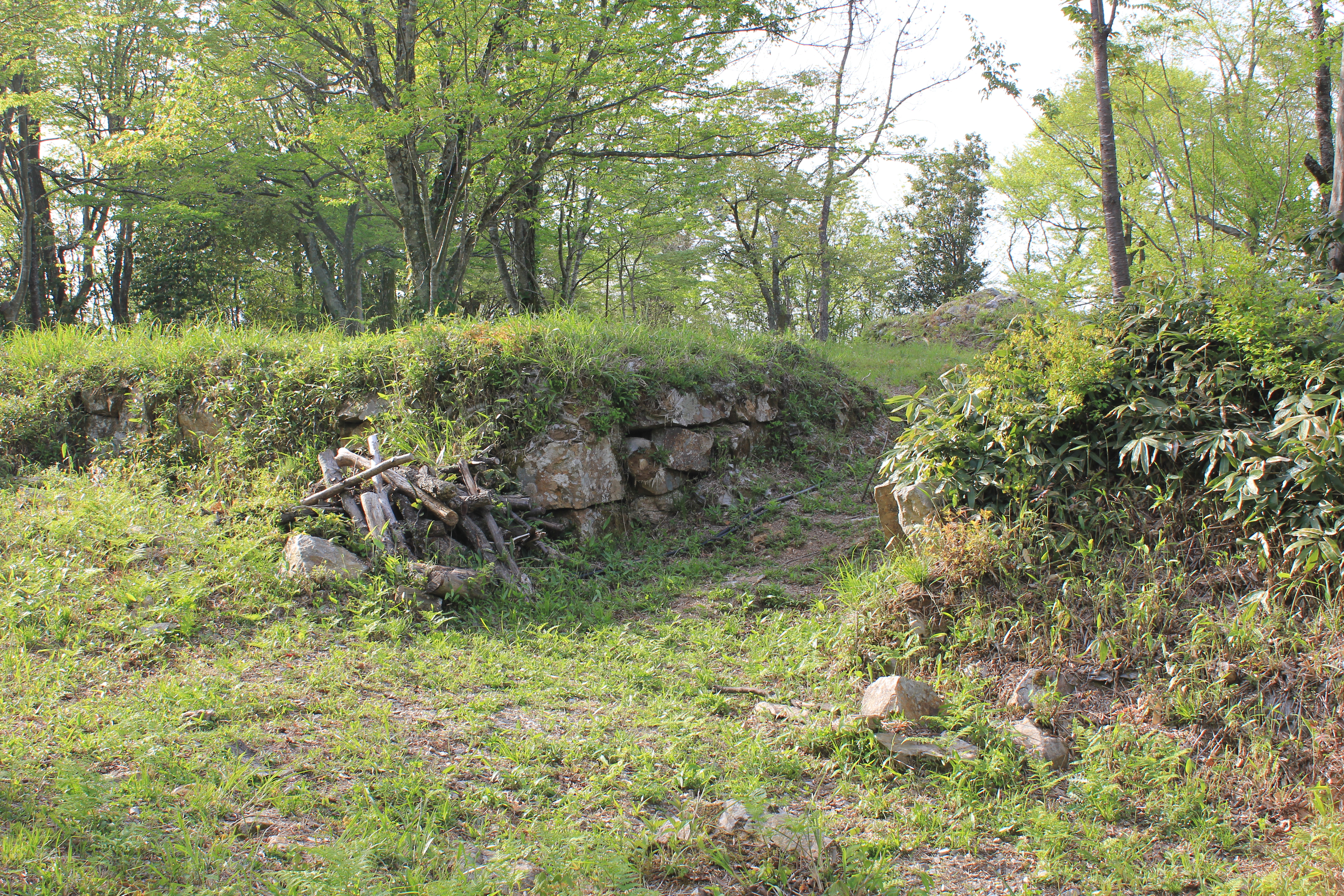
石見丸山城二の丸石垣

天正13年（1585年）に石見小笠原氏当主小笠原長旌が築いた。石見小笠原氏はそれまで温湯城を居城としていたが、毛利氏との和睦後に所領替えをされたため、居城を湯谷城（弥山城）へと移していた。天正10年（1582年）に、この地に築城を開始。3年後の天正13年（1585年）頃に完成したと言われている。
慶長5年（1600年）の関ヶ原の戦いの後、小笠原氏は毛利氏の防長移封に従い、丸山城も廃城になったと思われる。廃城時、もしくは寛永14年（1637年）の島原の乱の後に破却が行われたと推測される。

### 構造

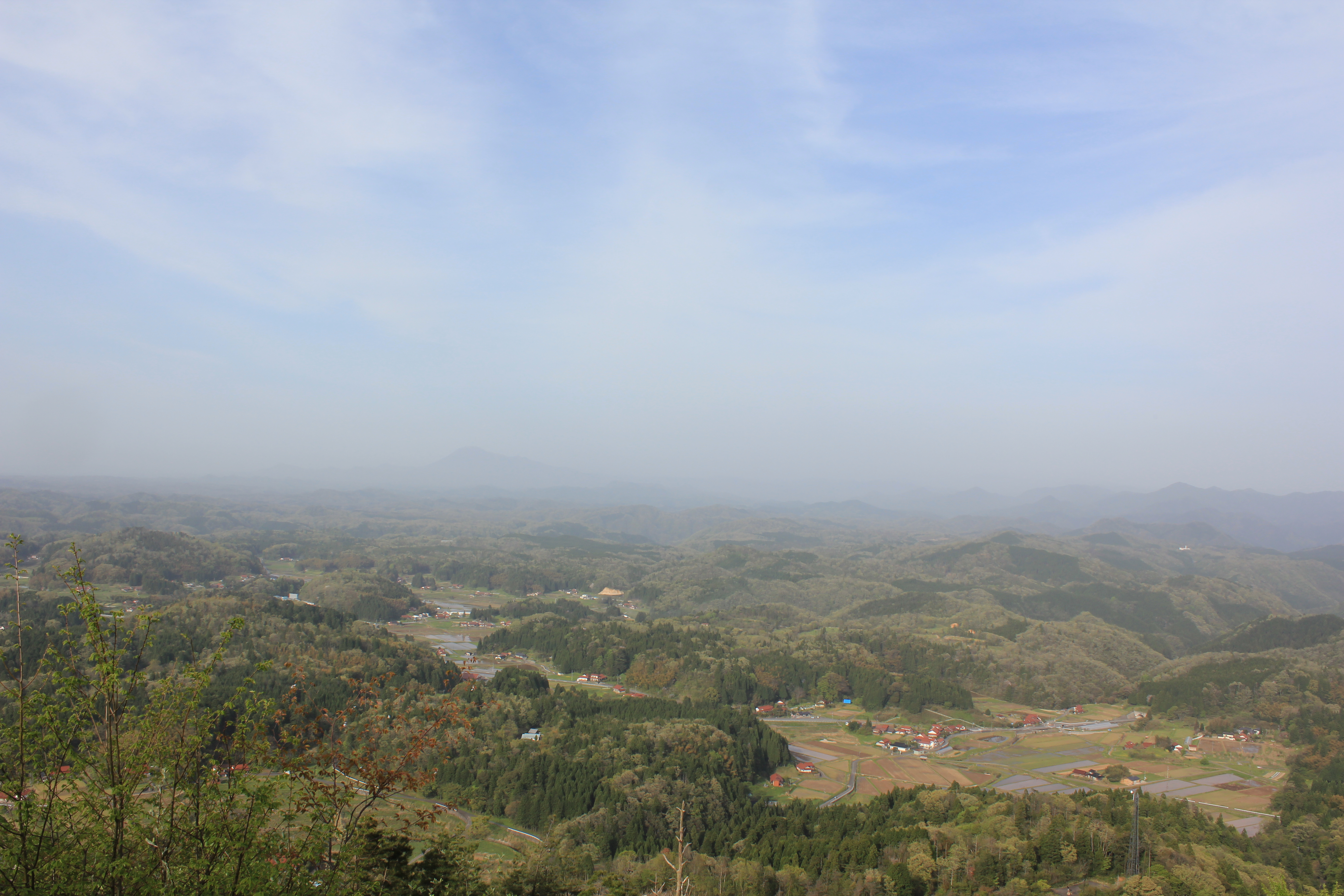
石見丸山城主郭よりの展望

標高428メートルの円山頂上部を主郭とする連郭式の中世山城で、石見国では非常に珍しい総石垣の城郭であった。最高所には本丸、その下に西の丸が控えており、掘立柱建物跡の痕跡やかまど跡があることからこの本丸と西の丸が城主らの平素の居住空間であったと推定されている。
防衛施設としては虎口やそれに付随する門跡や堀切があり、郭も10程度は認められるが、全体的に石垣の高さは低い。櫓や天守閣等の防衛施設も存在せず、安土桃山期の城郭としては縄張りも単調である。これは山上にありながらも居館としての役割を重視されていたためと推測される。

## 参考資料
- 日本城郭大系　新人物往来社
- 石見の城館跡　島根県教育委員会
- - 「山陰の城館跡」パンフレット